# Johannes Jensen
Johannes G. Jensen, född 1881, död 1917, var en norsk friidrottare (110 m häck). Han tävlade först för IK Tjalve, och senare Kristiania IF, Oslo. Han vann SM på 110 meter häck år 1901. 1904 mottog han Kongepokalen i friidrott.